# Erwin Pracht
Erwin Pracht (* 22. Februar 1925 in Weißkirchen an der Neiße; † 13. Dezember 2004) war ein deutscher marxistischer Philosoph.

## Leben
Erwin Pracht wurde in einer Arbeiter- und Bauernfamilie geboren und besuchte von 1931 bis 1936 eine Volksschule und dann bis 1939 eine Bürgerschule. Anschließend ging er in eine kaufmännische Lehre in einer Papierfabrik und besuchte dafür eine Berufsschule. Im Herbst 1942 wurde er zum RAD eingezogen und kam später zum Kriegseinsatz an die Westfront. Im Juni 1944 kam er im Zuge der alliierten Invasion in der Normandie hier in Kriegsgefangenschaft. Bis 1947 war er in England und in Amerika (Colorado) in Kriegsgefangenschaft.
Nach der Rückkehr nach Deutschland besuchte er die Vorstudienanstalt in Greifswald und entschied sich daraufhin für ein Studium. Von 1948 bis 1951 studierte er für nur fünf Semester Anglistik und Amerikanistik. 1950/51 war er auch Universitäts-FDJ-Sekretär an der Universität Greifswald. Er wechselte den Studiengang und studierte in Berlin bis 1953 Ästhetik, wo er 1957 mit dem Thema Die gnoseologischen Grundlagen der Romantheorie Henry Fieldings promovierte.
1954/55 war er Grundorganisations-Sekretär der SED des Philosophischen Instituts der Humboldt-Universität zu Berlin. Ab 1958 war er hier bis 1964 stellvertretender Institutsdirektor bis 1962 unter Hermann Scheler. 1960/61 war er Mitarbeiter in der 6. Abteilung des Instituts unter Walter Besenbruch. 1965/66 war er als Dozent Leiter der 8. Abteilung (Fachrichtung Kulturwissenschaft).
Bereits im April 1958 war der Beschluss gefasst worden, welcher auf dem V. SED-Parteitag im Juli 1958 bekräftigt wurde, das Philosophische Institut in ein marxistisches Institut umzuwandeln, welches auch die spätere Aufteilung in Sektionen erklärt. 1965 war er Mitbegründer des eigenständigen Universitätsinstituts für Ästhetik an der Humboldt-Universität. Dies war aus der 8. Abteilung des Philosophischen Instituts hervorgegangen, welches Pracht geleitet hatte. Ab 1968 war er erster Direktor der Sektion Ästhetik und Kunst bzw. Kunstwissenschaften an der Humboldt-Universität. Er arbeitete vor allem über erkenntnistheoretische Fragen der marxistisch-leninistischen Ästhetik sowie zu Geschichte und Theorie des Realismus.

## Schriften
- gemeinsam mit Dietrich Mühlberg: Literatur, Individuum und soziale Perspektive. Aufbau-Verlag, Berlin, 1967.
- (Hrsg.:) Sozialistischer Realismus. Positionen. Probleme. Perspektiven. Eine Einführung. Dietz, Berlin, 1970.
- Abbild und Methode. Exkurs über den sozialistischen Realismus. Mitteldeutscher Verlag, Saale, 1974.
- Einführung in den sozialistischen Realismus. Dietz, Berlin, 1975.
- Entstehung, Wesensbestimmung und Entwicklung des sozialistischen Realismus. Institut für Weiterbildung des Ministeriums für Kultur, Berlin, 1981.
- Ästhetik der Kunst. Dietz, Berlin, 1987.